# Distrito de Baden (Austria)

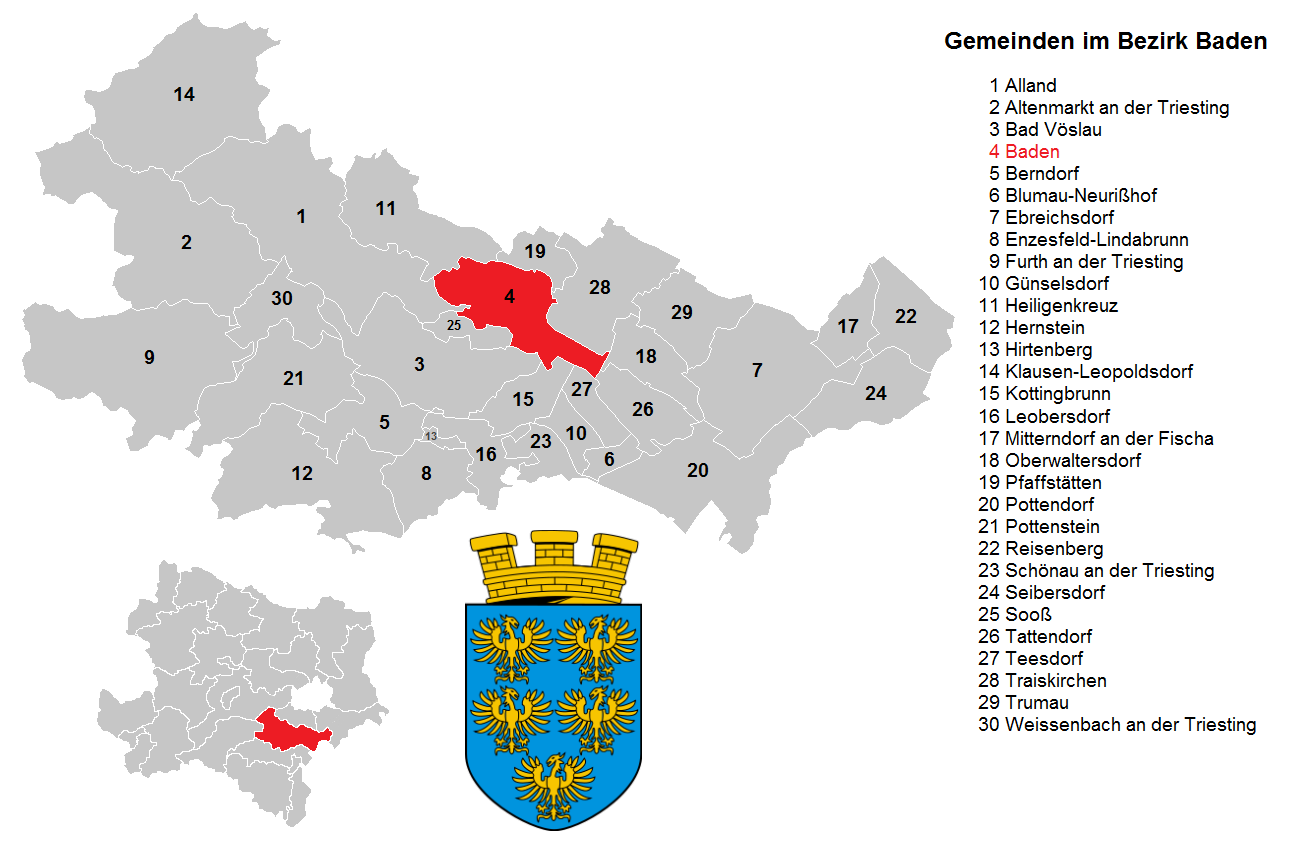
Comunas del Distrito de Baden

El Distrito de Baden (Bezirk Baden) es un distrito austriaco, localizado en el estado de Baja Austria. Su capital y principal comuna es la ciudad de Baden; posee una superficie de 753,37 km² y una población para el año 2024 de 150.203 hab.

## Subdivisión administrativa

### Localidades con población (año 2018)
- Alland 2622
- Altenmarkt an der Triesting 2113
- Bad Vöslau 11 961
- Baden bei Wien 26 286
- Berndorf 9064
- Blumau-Neurißhof 1840
- Ebreichsdorf 10 942
- Enzesfeld-Lindabrunn 4174
- Furth an der Triesting 862
- Günselsdorf 1707
- Heiligenkreuz 1525
- Hernstein 1542
- Hirtenberg 2586
- Klausen-Leopoldsdorf 1681
- Kottingbrunn 7417
- Leobersdorf 4915
- Mitterndorf an der Fischa 2685
- Oberwaltersdorf 4618
- Pfaffstätten 3551
- Pottendorf 7049
- Pottenstein 2909
- Reisenberg 1689
- Schönau an der Triesting 2123
- Seibersdorf 1466
- Sooß 1050
- Tattendorf 1439
- Teesdorf 1822
- Traiskirchen 18858
- Trumau 3640
- Weissenbach an der Triesting 1727

### Ciudades
- Baden
- Bad Vöslau
  - Bad Vöslau, Gainfarn, Großau
- Berndorf
  - Berndorf-Stadt, St.Veit, Ödlitz, Veitsau/Steinhof
- Ebreichsdorf
  - Ebreichsdorf, Schranawand, Unterwaltersdorf, Weigelsdorf
- Traiskirchen
  - Möllersdorf, Oeynhausen, Traiskirchen, Tribuswinkel, Wienersdorf

### Comunas mercado
- Alland
  - Glashütten, Groisbach, Holzschlag, Maria Raisenmarkt, Mayerling, Rohrbach, Schwechatbach, Untermeierhof, Windhaag
- Altenmarkt an der Triesting
  - Altenmarkt, Kleinmariazell, Nöstach, Sulzbach, Thenneberg
- Enzesfeld-Lindabrunn
- Günselsdorf
- Hernstein
  - Aigen, Alkersdorf, Grillenberg, Hernstein, Kleinfeld, Neusiedl, Pöllau
- Hirtenberg
- Kottingbrunn
- Leobersdorf
- Oberwaltersdorf
- Pfaffstätten
  - Einöde, Pfaffstätten
- Pottendorf
  - Landegg, Pottendorf, Siegersdorf, Wampersdorf
- Pottenstein
  - Fahrafeld, Grabenweg, Pottenstein
- Reisenberg
- Seibersdorf
  - Deutsch-Brodersdorf, Seibersdorf
- Sooß
- Teesdorf
- Trumau
- Weißenbach an der Triesting
  - Gadenweith, Kienberg, Neuhaus, Schwarzensee, Weissenbach

### Comunas simples
- Blumau-Neurißhof
  - Blumau, Neurißhof
- Furth an der Triesting
  - Aggsbach, Dürntal, Ebeltal, Eberbach, Furth, Guglhof, Hof, Maierhof, Niemtal, Rehgras, Steinwandgraben
- Heiligenkreuz
  - Füllenberg, Heiligenkreuz, Preinsfeld, Sattelbach, Siegenfeld
- Klausen-Leopoldsdorf
- Mitterndorf an der Fischa
- Schönau an der Triesting
  - Dornau, Schönau an der Triesting, Siebenhaus
- Tattendorf

- Datos: Q279874
- Multimedia: Bezirk Baden / Q279874